# Ran Raz

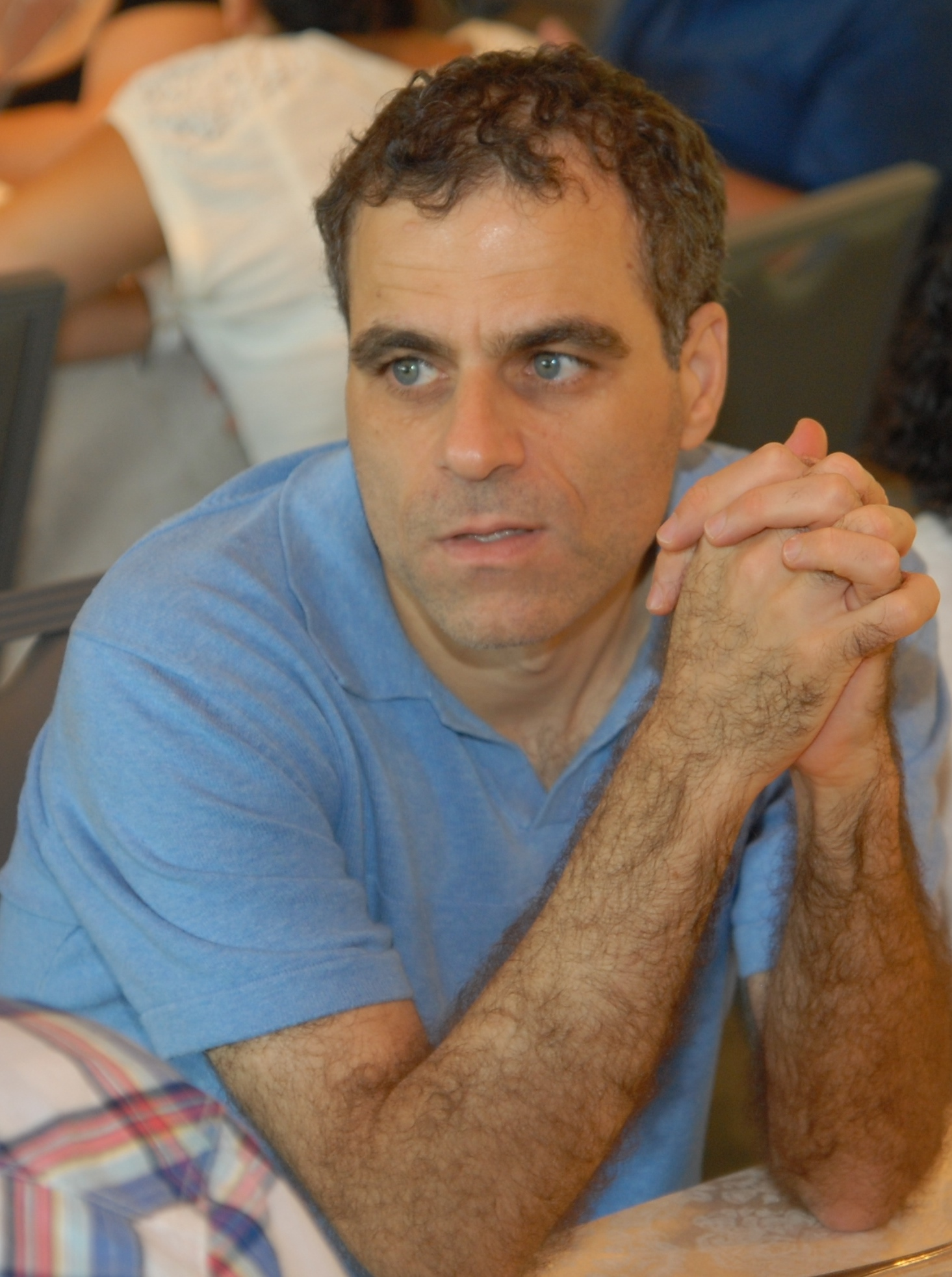
Ran raz

Ran Raz (tiếng Hebrew: רָן רָז) là nhà khoa học máy tính người Israel chuyên về lý thuyết độ phức tạp thuật toán.

## Cuộc đời và Sự nghiệp
Ông là giáo sư ở Phân khoa toán học và khoa học máy tính của Học viện Khoa học Weizmann tại Rehovet, Israel.
Ran Raz nổi tiếng về công trình nghiên cứu các hệ chứng minh tương tác (interactive proof system). Các bài khảo cứu được trích dẫn nhiều nhất của ông là Raz (1998) về các hệ chứng minh tương tác và Raz & Safra (1997) về các probabilistically checkable proof.

## Giải thưởng
Ran Raz được thưởng Giải Erdős năm 2002.
Công trình của ông đã được tưởng thưởng ở các hội nghị hàng đầu về tin học lý thuyết. Năm 2004, Raz (2004), của ông được giải thưởng bài khảo cứu xuất sắc nhất ở Hội nghị chuyên đề về lý thuyết tính toán (Symposium on Theory of Computing) của Association for Computing Machinery và Raz & Shpilka (2004). của ông được giải thưởng bài khảo cứu xuất sắc nhất ở  Hội nghị về độ phức tạp thuật toán (Conference on Computational Complexity)của IEEE.  Năm 2008, tác phẩm Moshkovitz & Raz (2008) đoạt giải thưởng bài khảo cứu xuất sắc nhất ở Hội nghị chuyên đề về thành lập Khoa học máy tính (Symposium on Foundations of Computer Science) của IEEE.

## Tác phẩm chọn lọc
- Raz, Ran; Safra, Shmuel (1997), "A sub-constant error-probability low-degree test, and a sub-constant error-probability PCP characterization of NP", Proc. STOC 1997, tr. 475–484, doi:10.1145/258533.258641.
- Raz, Ran (1998), "A parallel repetition theorem", SIAM Journal on Computing, 27 (3): 763–803, doi:10.1137/S0097539795280895.
- Raz, Ran (2004), "Multi-linear formulas for permanent and determinant are of super-polynomial size", Proc. STOC 2004, tr. 633–641, doi:10.1145/1007352.1007353.
- Raz, Ran; Shpilka, Amir (2004), "Deterministic polynomial identity testing in non commutative models", Proc. CCC 2004, tr. 215–222, doi:10.1109/CCC.2004.1313845.
- Moshkovitz, Dana; Raz, Ran (2008), "Two query PCP with sub-constant error", Proc. FOCS 2008, tr. 314–323, doi:10.1109/FOCS.2008.60.